# Надарево
Надарево е село в Североизточна България. То се намира в община Търговище, област Търговище.

## История
Според археологически данни, в началото на X век в района на селището се развива занаятчийското производство, обслужващо близката столица Преслав.
Първите писмени сведения за село Надарево са от XV - XVI век. В данъчна книга от 1573 година фонд Ески Джумая, писан на старотурски, (съхранен в ориенталски отдел на Национална библиотека „Св. св. Кирил и Методий“ - София), в регистъра за джелепкешани – крупни овцевъди, в лист З-б, е регистрирано село Назарча, с един джелепкешанин на име Гаази Силяхидин, който бил длъжен да предава годишно 20 глави овце на държавата. Джелепкешанин е лице, което има над 200 глави овце, и държавата го задължава да отделя на всеки 100 овце по 10 срещу заплащане за войската.
Друг подобен документ е регистър за извънредния данък „Авариз“, плащан в натура със зърно.
През 1676 година към Ески Джумая, наред с другите села, (на лист 19-6) е регистрирано село Назър, обложено с 63 кила истанбулски ечемик (едно кило е равно на 25 кг).
Според преводачите-турколози, това е име на човек. „Назър“ значи надзорник, така са наричали управителите на крупни султански и държавни приходоизточници, обхващащи цели области.
В трети документ, представляващ акт за продажба през 1882 година, издаден от Ескиджумайския мирови съдия (под № 150) е вписано село Надар.
А според една легенда, покрай селото минал турски паша и възкликнал: „Не дар кьой дър“ или „Що за тясно село“.
Първоначално селото е било по на юг от днешното към „Дългачко“, в местността „Юртлука“. Не е известно откога е съществувало (17-18 век), та даже и по-рано. През 1850 година близо 2/3 от хората на това селище измират от чума. Останалите живи запалват къщите си и го напускат. Част от тях се заселват близо до река Врана в местността „Кортулук“ и на ляво от реката. Друга част се заселват на източния край на сегашното село до Каранедьови.
По-късно тия от Кортулука и околностите на река Врана се заселват на западния край на реката. Не е имало нито един българин, селото било населено само от черкези. След войната се заселват и турски семейства, които населяват турската махала.
Населено само с черкези и турци, селото наброявало 100 къщи – 70 турски и 30 черкезки. Черкезите са заемали източната част на селото, наречена „Черкезката махала“, в непосредствена близост са били и гробищата им и до днес се е запазило наименованието „Черкезкото гробище“. Селото е било откъснато от пътища и съобщение.
Главното занятие на турците било скотовъдството – отглеждали овце, а на черкезите – разбойничеството и скотовъдството – отглеждали коне, те са били и много добри ездачи. Черкезите живеели в мизерно направени жилища – колиби покрити със слама и сас. Допуска се, че черкезите са правили обири на съседни български села, защото през Освободителната война всички са избягали.
По свой начин или натоварен от турската власт (не е известно), но от това село е бил назначен куриер, който разнасял писма, пари, колети чак до Босна и Херцеговина на мобилизираните турски войници. Не е известно как, но след време този човек става най-богатия турчин в селото, наричан „Саля а“, прибавката „а“ към името означавало първенец, големец, богаташ.
През 1879 година започва първото заселване на българи - бежанци от Беломорска Тракия, главно от селaта Янюли, Димотишко и Янурен, Дедеагачко. Преди да се заселят по тези места, те се задържат около една година в село Мокрен, Котленско. Когато пристигат тук, младата още българска държава ги настанява в дворищата на избягалите черкези, като им раздава по 4 - 5 дюлюма (около 4-5 дка) изоставена земя.
Беломорците са наброявали 30 семейства. В селото е имало само един черкезин на име Йозер. Обект на заселване са били черкезката и турска махала – днешните долна и горна махала. Първите им къщи са били изоставените черкезки колиби, изградени от пръти, слама и сас. Първи построили къщи дядо Георги Петков и Ради Караиванов. Дядо Георги е бил най-издигнат от всички, понеже знаел да пише и чете на гръцки.
Сеели са повече тютюн, но най-вече са отглеждали големи стада овце (по 100 до 300 глави), тъй като е имало обширни пасища и ливади. Мъжете са носели широки вълнени дрехи – потури и салтамарки, а жените широки везани ризи, вълнени сукмани и зупки (две престилки). На главите си жените носели ръченик от черен и бял плат.
През 1900 година пристигат нови заселници - българи от Търновския и Еленски балкан: от с. Самоводене - през 1900 година, от с. Присово - 1901 година, от с. Буковец - 1902 година, а по-късно от с. Темниско, с. Дебелец, с. Даскот, с. Марийно и няколко семейства от Еленските села. Съжителството между българи и турци и между българи и българи в началото било враждебно, но постепенно етническите и социални разногласия били преодолени.
Беломорците са заселили долната махала, а балканджиите – горната, разделяни от шосето. И до днес беломорците са запазват беломорския си диалект, а балканджиите – твърдия търновски говор.
Настъпили различия и в облеклото. Носиите били характерни за областите, от които идват.
Близо десет години след Освобождението селото е управлявано от турски кметове, но по-късно се избират и българи. Първият кмет българин е Ради Караиванов, след него – Калуд Тодоров.
С идването си балканджиите започват да строят къщи от кирпич (който си приготвяли сами). Внасят уредба и вътре в къщите. Стените на стаите измазвали с бяла пръст, а подовете с червена. Постилали са подовете с рогозки, които изработвали от папур или царевична беленица. Цялото семейство спяло в една стая, направо върху рогозките, за завивки са използвали предимно черги тъкани от коноп, а възглавниците си пълнели със слама или царевична беленица. Заселниците донасят със себе си своите обреди и традии.
При балканджиите – мъжете носели потури, салтамарка и елек от груб домашен шаек, боядисан тъмносиньо или бозево, пояс и антерия. Зимно време били обути в цървули, а през лятото ходели боси. На главите си носели калпаци от агнешка кожа. Жените носели дълги силно набрани фусти от вълнен, памучен или конопен плат, фанели и елек, препасан през кръста с шарена престилка.
Запазват се и старите турски родове – Джиновите, Басриевите, Айнаджиевите. Главен поминък на населението е било земеделието – сеели тютюн, памук, коноп, царевица, жито и скотовъдството – отглеждали главно овце.
Населението било будно, а младите хора любознателни. Възникнала необходимост от училище. През 1884 година в селото се открива частно училище, в една изоставена черкезка колиба, в двора на дядо Стоян Илиев, с много мизерни условия. За учител е бил пазарен даскал Камбур Панайот от близкото село Ашиково (Певец). Днес в ОУ „П.Хилендарски“ - Надарево учат 260 деца от Надарево и района - селата Острец, Ловец, Осен, Дългач, Певец - от първи до осми клас. От 2007 година училището е базово за всички деца от района. Специални автобуси ги извозват по двете направление - Дългач и Острец. Новата сграда на детската градина е открита през 1993 година.
Селото е планирано през 1912 година, а водоснабдено през 1927 година. През 1921 година в сградата на земеделското училище е основана пощенско телеграфна станция, с началник Михаил Петров от град Попово.
Потребителна кооперация „Орач“ е основана през 1914 година под името – кооперативно земеделско спестовно заимно дружество „Орач“, чиито основатели са: Йордан Христов, Марчо Георгиев, Илия Дончев, Александър Николов, Иван Христов, Кръстю Петров, Неранзи Янев, Ради Сурилов, Иван Илиев, Ангел Дяков, Дончо Янев, Марин Гечев, Ташо Георгиев, Иван Агов и др. Първият касиер-деловодител е Неранзи Янев, а след това Марчо Георгиев.
Кредитната кооперация е учредена 1920 година, а през 1949 година се учредява всестранната кооперация, която 1953 година се преименува в Селкоп „Орач“ и са образувани два смесени магазина.
Ръководството на Селкопа закупува първата вършачка през 1925 година, а втората през 1940 година, които се ползват от хората в селото. През 1949 година е открита и фурната. През 1949 година селото е електрифицирано, а през 1950 година – радиофицирано.
Църквата е построена през 1922 година. Първият свещеник е бил поп Алексий от град Търговище. Цървата носи името „Свети Димитър“. През 2004-2005 е направен ремонт и обновление на храма.
Народно читалище „Просвета“ – Надарево е основано през 1907 година. Инициатор за основаването му е учителят Иван Николов, учителствал в селото заедно с жена си Геновева Петкова. Ведно с будните селяни Кръстю Петров, Михаил Караиванов, Александър Николов решават да създадат читалищна организация, която да буди патриотичното съзнание на надаревчани, да ги готви за прогрес и свобода. Първо за читалище служи домът на Мехмед Гаджалов, който дава две стаи под наем. Именно тук пламват първите искри на читалищна дейност. Осигуряват се вестници и списания за прочит.
През 70-те години на 20 век в селото започват да се заселват и помашки семейства от Родопския и Пиринския край. Отначало идват десетина семейства родопчани, но днес вече наброяват около 40-50, които пренасят със себе си своя бит, традиции, песни.

## Население
Численост на населението според преброяванията през годините:
| \| Година на преброяване \| Численост \| \| --------------------- \| --------- \| \| 1934 \| 1154 \| \| 1946 \| 1061 \| \| 1956 \| 1100 \| \| 1965 \| 1067 \| \| 1975 \| 862 \| \| 1985 \| 754 \| \| 1992 \| 706 \| \| 2001 \| 601 \| \| 2011 \| 465 \| \| 2021 \| 414 \| |           |
| Година на преброяване | Численост |
| 1934 | 1154      |
| 1946 | 1061      |
| 1956 | 1100      |
| 1965 | 1067      |
| 1975 | 862       |
| 1985 | 754       |
| 1992 | 706       |
| 2001 | 601       |
| 2011 | 465       |
| 2021 | 414       |

### Етнически състав
Преброяване на населението през 2011 г.
Численост и дял на етническите групи според преброяването на населението през 2011 г.:
|                     | Численост | Дял (в %) |
| Общо                | 465       | 100.00    |
| Българи             | 173       | 37.20     |
| Турци               | 240       | 51.61     |
| Цигани              | 12        | 2.58      |
| Други               | 34        | 7.31      |
| Не се самоопределят | 0         | 0.00      |
| Неотговорили        | 6         | 1.29      |

## Култура
- Народно читалище „Просвета – 1907“ (основано през 1907 г.)
- Целодневна детска градина
- Основно училище „Паисий Хилендарски“

### Религия
В селото има два храма:
- Джамия
- Църква „Свети Димитър“ (построена през 1